# خانه نیما یوشیج
خانه نیما یوشیج در روستای یوش، بنایی است مربوط به دوره قاجار. این خانه به شماره ۱۸۰۲ از طرف سازمان میراث فرهنگی به عنوان اثر ملی ثبت شده‌است.
خانه نیما محل زندگی پدر و نیاکان نیما یوشیج بوده‌است، این خانه در سال ۱۲۰۷ هجری قمری توسط ناظم الایاله در محله لالوی یوش ساخته شد. این بنا دارای ۳ ورودی، شاه‌نشین و اتاق‌های زیادی است.
خانه نیما یوشیچ با داشتن آجرکاری و گچ‌کاری‌های زیبا از جاذبه‌های گردشگری استان مازندران به شمار می‌آید.

## نگارخانه

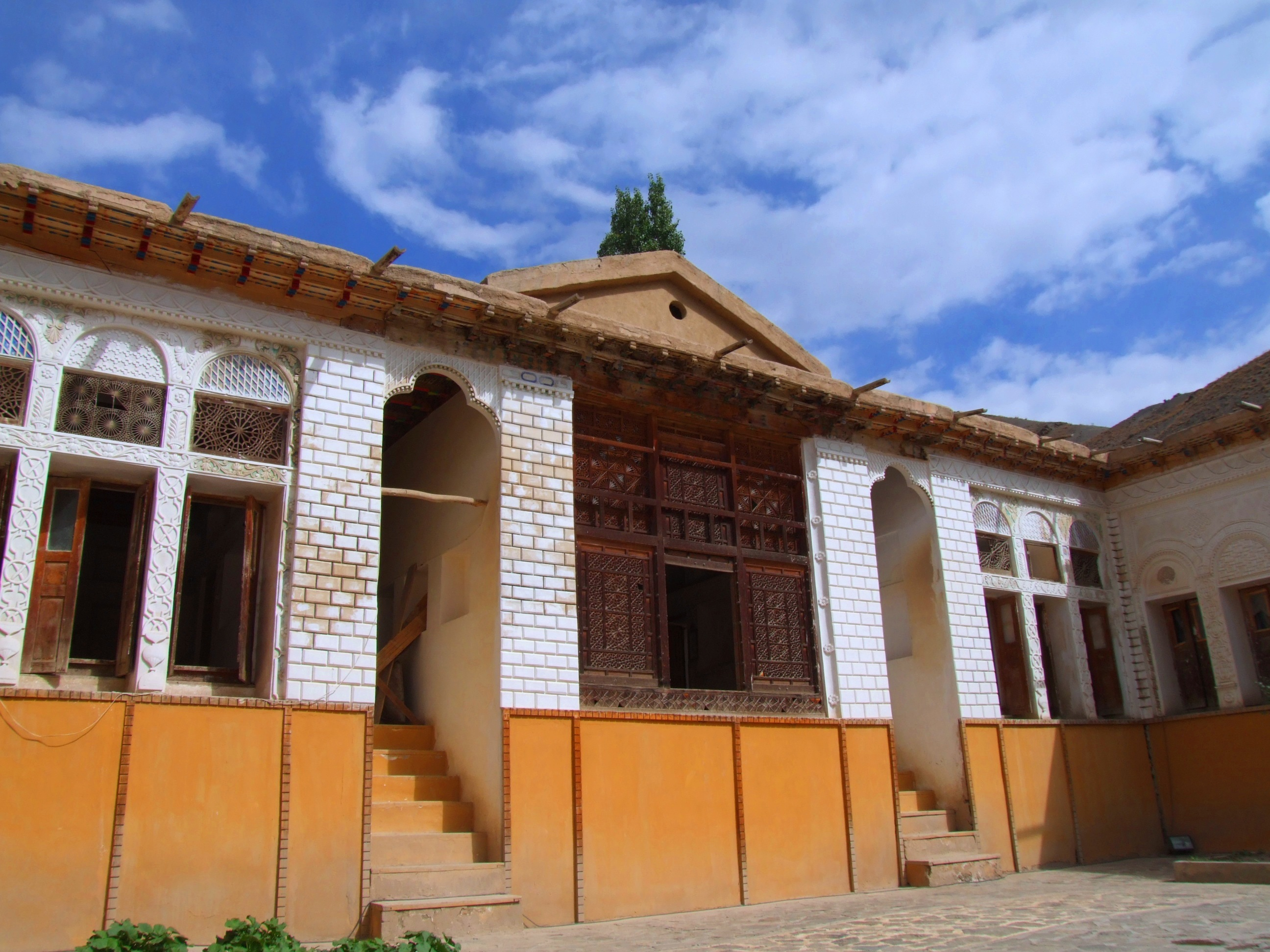
خانهٔ نیما در دهکده یوش مازندران اردیبهشت ۱۳۸۶، آرامگاه او و سیروس طاهباز در وسط حیاط قرار دارد
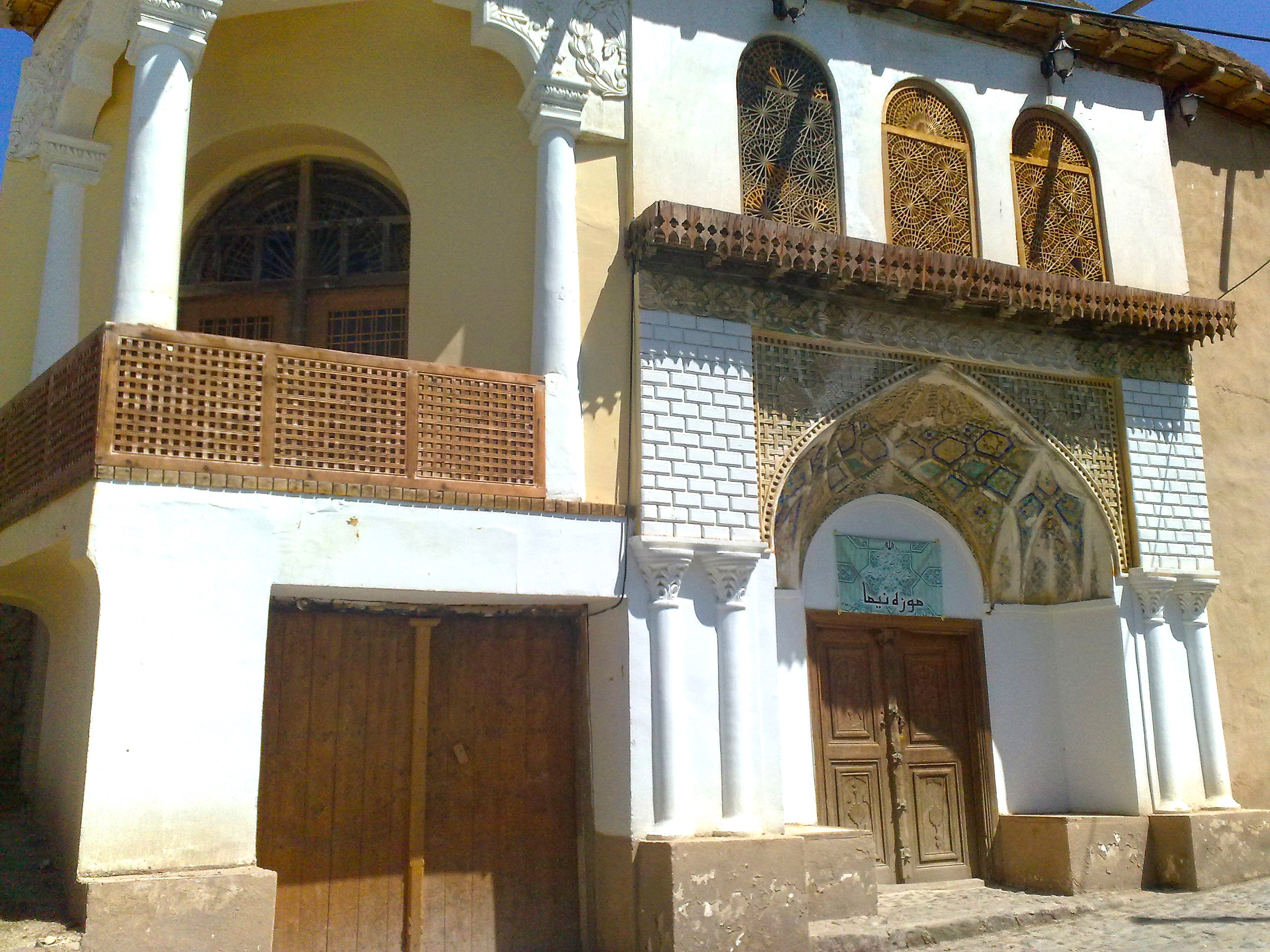
نمای بیرونی خانهٔ نیما
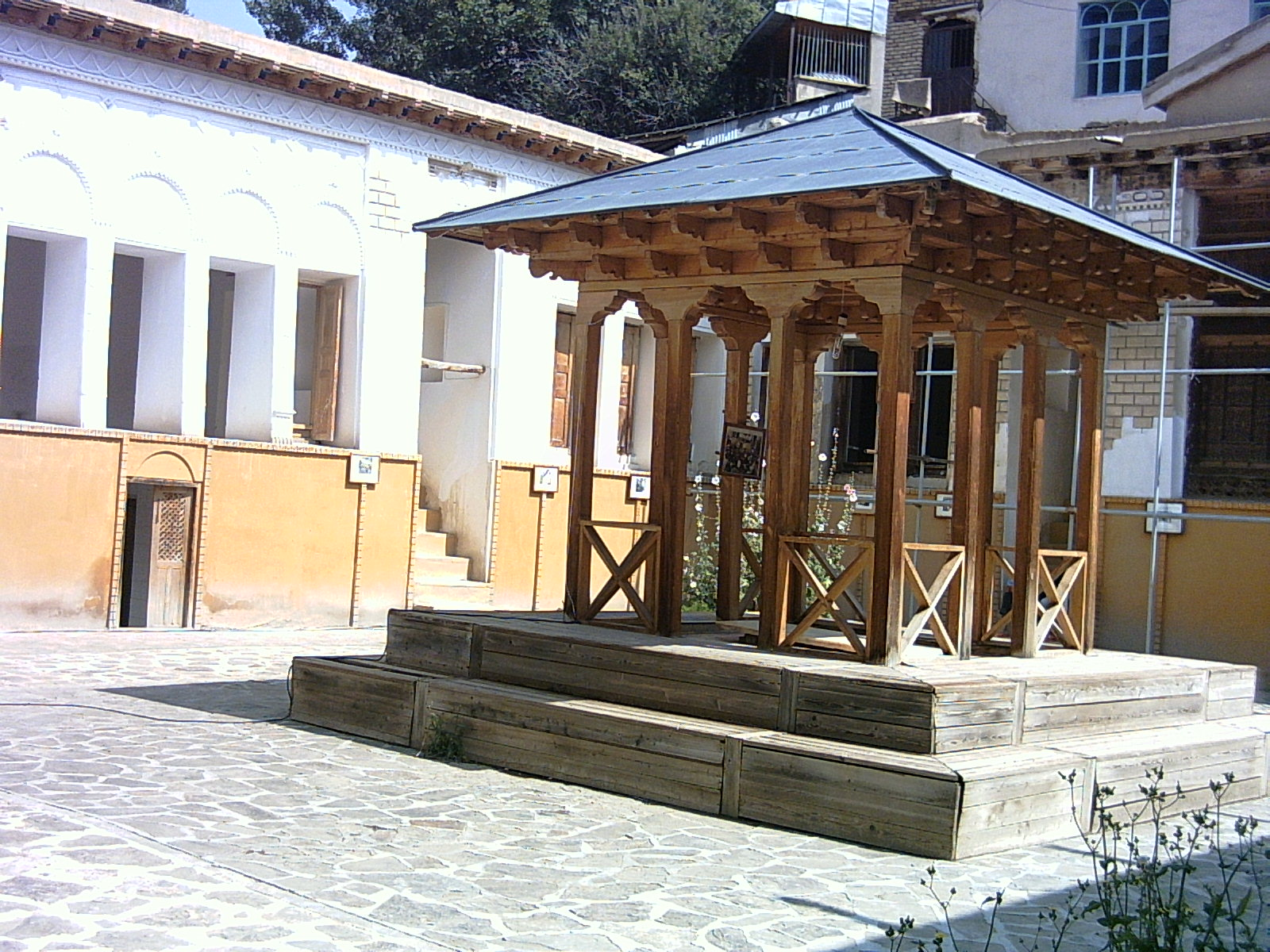
آرامگاه  نیما